# Sektarismus
Sektarismus (Lehnwort) bezeichnet eine auf die Spaltung zwischen religiösen, ethnischen oder sozialen Gemeinschaften ausgerichtete Geisteshaltung oder Bestrebung. Ursprünglich aus der Reformations- sowie der Aufklärungsdebatte hervorgegangen wird „Sektarismus“ heute mitunter synonym mit dem weiter verbreiteten „Konfessionalismus“ oder auch „Konfessionalisierung“ verwendet, etwa im Zusammenhang mit Konflikten zwischen Glaubensgemeinschaften im Nahen Osten.

## Definition und Begriffsgeschichte
In der Aufklärungsdebatte verstand man den Sektarismus u. a. als „verbindliche scholastische Schulphilosophie, welche ein in sich geschlossenes Denksystem bildete“. Der spätbarockzeitliche jesuitische Ordenspriester und Schriftsteller Franz Neumayr befasste sich damit und verwahrte sich etwa gegen den Vorwurf, die Jesuiten seien sectarii.
In seinem Handbuch zur Poesie spottet Johann Hübner, ein Schriftsteller und Pädagoge der frühen Aufklärung, über die Einstellung der sectarii, die kritiklos eine bestimmte Methode, Denkweise, oder Stilistik imitieren. Während der französischen Aufklärung galt sectarisme als Tendenz zur gedanklichen und ideologischen Abspaltung.
Mit der Zeit richtet sich der Begriff weniger auf die Beschreibung eines bestimmten Denksystems, sondern auf eine grundsätzliche Haltung, welche Ziele und Interesse einer bestimmten Gruppe als vorrangig vor denen der Allgemeinheit betrachtet.
In der 1986 von ihm unterzeichneten „Instruktion über die christliche Freiheit und die Befreiung“ gebraucht Joseph Kardinal Ratzinger, seinerzeit Präfekt der Glaubenskongregation, den Begriff Sektarismus ebenfalls: „Die Option, die den Armen den Vorzug gibt, ist weit davon entfernt, ein Zeichen von Partikularismus und Sektarismus zu sein; sie offenbart vielmehr, wie universell Sein und Sendung der Kirche sind.“
Der Begriff Sektarismus taucht unter anderem in der Lateinamerikawissenschaft auf, hier zumeist aus Übersetzung aus dem spanischen sectarismo. Der chilenische Militärdiktator Augusto Pinochet verstand ihn als „Vorrang von Partikularinteressen vor dem Gemeinwohl“, den die Militärherrschaft beendet habe.
So verwendet ihn auch der peruanische Schriftsteller Mario Vargas Llosa. In seiner Nobelvorlesung zur Entgegennahme des Literatur-Nobelpreises „Ein Lob auf das Lesen und die Fiktion“ benennt er den Übergang von der Diktatur zur Demokratie (Transition) in Spanien als Beispiel dafür, dass „Vernunft und Verstand überwiegen und politische Gegner ihren Sektarismus zugunsten des Gemeinwohls in den Hintergrund stellen.“
Im Französischen wird sectarisme heute, weiter gefasst, eher als „unnachgiebige Haltung“ einer intoleranten Gruppe oder Partei definiert. Im Gegensatz zum Konfessionalismus überwiegt hier der Fokus auf eine Geisteshaltung, nicht auf ein politisches oder soziales System. Das englische sectarianism ist seiner modernen Definition zufolge eine übermäßige, fanatische Unterstützung für eine bzw. ein übermäßiges Zugehörigkeitsgefühl zu einer „religiösen oder politischen Gruppe“.

### Sektarismus und Konfessionalismus im Nahen Osten
Eine begriffliche Problematik ergibt sich aus einer scheinbaren Bedeutungsgleichheit: Anders als das französische secte bezeichnet das deutsche Wort Sekte in der Regel nicht historisch gewachsene religiöse Minderheiten oder Konfessionsgemeinschaften wie etwa Schiiten, Drusen, Alawiten, Jesiden oder die christlichen Maroniten und Aramäer. „Sekte“ ist im modernen Sprachgebrauch eine meist abwertend gemeinte Bezeichnung für eine sich als allein seeligmachend darstellende religiöse Gruppierung.
Konfessionen und konfessionelle Zugehörigkeiten spielen historisch im Nahen Osten eine große Rolle, insbesondere in den multiethnischen, multireligiösen und multikonfessionellen Staaten wie der Syrischen Arabischen Republik, der Republik Irak oder dem Libanon. Das politische System des Libanon etwa basiert seit der Unabhängigkeit des Landes 1945 auf einem konfessionellen Schlüssel der Machtteilung. Als Nachfolger des Osmanischen Reiches, das den Konfessionsgemeinschaften zum Teil Verwaltungsautonomie einräumte, bestehen in diesen Staaten für verschiedene Glaubensgemeinschaften auch verschiedene Rechtsnormen. Auch im politischen System des Irak spielt der ethno-konfessionelle Proporz zwischen Sunniten, Schiiten und Kurden eine Rolle.
Im Kontext etwa des syrischen Bürgerkriegs definiert der Orientalist und Nahost-Experte Daniel Gerlach den Begriff Sektarismus, den er in zahlreichen Publikation verwendet, wie folgt: „Sektarismus ist eine Geisteshaltung, die davon ausgeht, dass im Fall eines Konfliktes nur der Sunnit an der Seite eines Sunniten kämpfen kann, der Alawit nur mit Alawiten. Das ist eine zutiefst identitäre Geisteshaltung“. Sektarismus ist laut Gerlach auch der Versuch, ethno-konfessionelle Spannungen zwischen Gemeinschaften etwa durch Propaganda und Hassrede zu vertiefen oder sich diese zunutze zu machen.
Der für dieses Phänomen oft synonym verwendete Begriff „Konfessionalismus“ ist eher aus dem katholisch-protestantischen Konflikt hervorgegangenen und dient unter anderem zur Beschreibung eines historisch-politischen Ordnungsprozesses, der in ein bestimmtes System mündet. Der moderne Begriff des „Sektarismus“ hingegen erfasst eher eine Geisteshaltung und das daraus abgeleitete Handeln, wonach die Ursachen von Konflikten im Nahen Osten nur oder hauptsächlich in ethno-religiösen bzw. konfessionellen Gegensätzen begründet liegen.
Laut Gerlach ist Sektarismus zudem die adäquate Übersetzung der Begriffsfamilie ta'ifiya (zur Beschreibung konfessionellen Denkens oder einer konfessionellen Logik) bzw. tatayyuf für die selbstständige oder aber mutwillige Konfessionalisierung eines Konflikts.
Der Begriff Sektarismus erfährt inzwischen auch in der deutschsprachigen Tagespresse zunehmend Verbreitung.